# Tricyphona (Pentacyphona) truncata
Tricyphona (Pentacyphona) truncata is een tweevleugelige uit de familie Pediciidae. De soort komt voor in het Nearctisch gebied.